# Лазарев, Григорий Митрофанович
Григорий Митрофанович Лазарев (7 апреля (20 апреля) 1907, Таганрог, Российская империя — 20 октября 1989, Полтава, УССР) — советский актёр. Народный артист УССР (1960).
Профессиональную деятельность как актер начал в Макеевском театре рабочей молодежи в 1931 году. Работал в театрах Чернигова, Николаева, Херсона, Барнаула.
С 1957 года — в Полтавском украинском музыкально-драматическом театре.